# Consequence (revista)
Consequence (previamente Consequence of Sound) es una revista en línea independiente dedicada al mundo del cine y la música. El sitio presenta noticias, entrevistas y reseñas. En 2019, Consequence lanzó el programa Consequence of Sound Radio, una estación radial en línea alojada en el servicio de streaming TuneIn.
El nombre del sitio fue inspirado en la canción "Consequence of Sounds" de  Regina Spektor.

## Reporte anual

### Artista y banda del año
| Año  | Artista           | Banda                                   |
| ---- | ----------------- | --------------------------------------- |
| 2010 | Kanye West        | The Roots                               |
| 2011 | James Blake       | Foo Fighters                            |
| 2012 | Frank Ocean       | Death Grips                             |
| 2013 | Kanye West        | Arcade Fire                             |
| 2014 | Run the Jewels    | The War on Drugs                        |
| 2015 | Kendrick Lamar    | Tame Impala                             |
| 2016 | Chance the Rapper | Bruce Springsteen and the E Street Band |
| 2017 | Lorde             | King Gizzard & the Lizard Wizard        |
| 2018 | Janelle Monáe     | Pearl Jam                               |
| 2019 | Billie Eilish     | Tool                                    |
| 2020 | Phoebe Bridgers   | BTS                                     |
| 2021 | Lil Nas X         | CHVRCHES                                |
| 2022 | Harry Styles      | MUNA                                    |
| 2023 | Taylor Swift      | Foo Fighters                            |
| 2024 | Jack White        | Fontaines D.C.                          |

### Película del año
| Año  | Película           |
| ---- | ------------------ |
| 2014 | Under the Skin     |
| 2015 | Mad Max: Fury Road |
| 2016 | Moonlight          |
| 2017 | Blade Runner 2049  |
| 2018 | Hereditary         |